# Коринский завод
Коринский (Каринский, Ново-Коринский) медеплави́льный заво́д — небольшой металлургический завод, действовавший в Нижнем Прикамье на реке Каринке с 1731 до 1818 года.

## История

### XVIII век
Медеплавильный завод на реке Каринке был основан тульским купцом Л. М. Красильниковым совместно с братом Семёном и сыном Тихоном, ранее безуспешно пытавшимися наладить работу Саралинского завода. Было издано два указа Берг-коллегии о строительстве завода: первый — 3 декабря 1729 года, повторный — в 1731 году. Место под строительство было выбрано в 10 верстах к северу от Елабуги, на оброчной земле ясачных татар. Строительство началось в 1731 году, была возведена медеплавильная печь и горн. В 1732 году на заводе была получена первая медь. В 1733 году объём выплавки меди составил 107 пудов, в 1734 году — 128 пудов, в 1735 году — 412 пудов. В 1733—1740 годы было выплавлено суммарно 3,2 тыс. пудов. Максимальная годовая производительность была достигнута в 1740 году и составила 720 пудов меди. Собственной лесной дачи завод не имел и пользовался арендованными лесами.
В 1745 году на заводе функциорнировали 4 плавильные печи, 1 гармахерский горн, 1 штыковой горн, 2 пробирных горна, 1 расковочный молот и 1 горн для разогрева меди, кузница, меховая фабрика и мукомольная мельница. В 1741—1750 годах было выплавлено суммарно 8,7 тыс. пудов меди. Максимальная годовая производительность была достигнута в 1742 году и составила 1530 пудов. В 1751—1760 годах было выплавлено суммарно 9,2 тыс. пудов меди, в 1761—1770 годах — 5,3 тыс. пудов меди.
В годы крестьянской войны завод был остановлен и в период 1773—1775 годов простаивал. По состоянию на 1774 год в составе завода находились кузница с 2 горнами, 4 медеплавильных печи, 1 шплейзофен, 2 гармахерских горна, 1 горн для разогрева меди, меховая фабрика и пильная мельница. В 1776 году завод возобновил работу и произвёл 286 пудов меди. В 1771—1780 годах средний годовой объём производства меди составлял около 400 пудов из-за дефицита рабочей силы. В середине 1770-х годов на заводе трудились 35 вольнонаёмных мастеровых и работных людей. Приписных и крепостных крестьян завод не имел. Также низкие объёмы производства были обусловлены недостатком воды и истощением гнездовых месторождений медной руды, располагавшихся в радиусе 15—20 вёрст от завода. Нагайбакский рудник был удалён на 100 вёрст от завода. Всего насчитывалось 25 заводских рудников.
По состоянию на 1797 год в составе завода работала кузница, 2 медеплавильных печи, 1 шплейзофен, 2 гармахерских горна, 3 печи на роштейн, меховая фабрика и пильная мельница. Выход чистой меди был крайне низким и не превышал 2 %. В 1781—1790 годах на заводе было выплавлено суммарно 3,1 тыс. пудов меди, в 1791—1800 годах — 5,3 тыс. пудов. Из 104 пудов 20 фунтов произведённой в 1781 году меди десятинный сбор в пользу казны составил 10 пудов 10 фунтов меди.

### XIX век
В 1801—1810 годах объёмы производства продолжали снижаться, было выплавлено суммарно 1,6 тыс. пудов меди. Минимальный годовой объём выплавки в этот период составил 12 пудов (в 1809 году). В дальнейшем объёмы производства также снижались. В 1812 году было выплавлено лишь 8 пудов меди. Для повышения рентабельности завода владельцы добились освобождения от подушного оклада, но это не дало значительного эффекта.
В 1817 году завод был остановлен и закрыт. За 85 лет суммарно было выплавлено 38 667 тыс. пудов меди при среднегодовом объёме производства в 454 пудов.